# Liste des titres musicaux numéro un en France en 2025
Cette page liste les titres musicaux (singles et albums) numéros un en France pour l'année 2025 selon le Syndicat national de l'édition phonographique (SNEP).
- Les numéros un singles mégafusion sont issus de la fusion des écoutes en streaming et des ventes en téléchargement, comptés en « unités » et où 150 streams équivalent à une vente.
- Les numéros un albums mégafusion sont issus de la fusion des écoutes en streaming, des ventes physiques et des téléchargements, comptés en « unités » et où 1 000 streams moins 50 % des volumes du titre de l’album le plus streamé, équivalent à une vente.

Les ventes sont comptabilisées chaque semaine du vendredi au jeudi et la date notée dans cette liste est celle du vendredi suivant le dernier jour de ventes, comme cela apparaît sur le site du SNEP.

## Classement des singles
| No | Date       | Artiste                | Titre             | Réf    |
| -- | ---------- | ---------------------- | ----------------- | ------ |
| 1  | 3 janvier  | Gazo                   | Nanani Nanana     | [ 1 ]  |
| 2  | 10 janvier | Gazo                   | Nanani Nanana     | [ 2 ]  |
| 3  | 17 janvier | Gazo                   | Nanani Nanana     | [ 3 ]  |
| 4  | 24 janvier | Bad Bunny              | DTMF              | [ 4 ]  |
| 5  | 31 janvier | Gims                   | Ciel              | [ 5 ]  |
| 6  | 7 février  | Gims                   | Ciel              | [ 6 ]  |
| 7  | 14 février | Gims                   | Ciel              | [ 7 ]  |
| 8  | 21 février | Gims                   | Ciel              | [ 8 ]  |
| 9  | 28 février | Gims                   | Ciel              | [ 9 ]  |
| 10 | 7 mars     | Gims                   | Ciel              | [ 10 ] |
| 11 | 14 mars    | Gims                   | Ninao             | [ 11 ] |
| 12 | 21 mars    | Gims                   | Ninao             | [ 12 ] |
| 13 | 28 mars    | Gims                   | Ninao             | [ 13 ] |
| 14 | 4 avril    | Gims                   | Ninao             | [ 14 ] |
| 15 | 11 avril   | Gims                   | Ninao             | [ 15 ] |
| 16 | 18 avril   | Werenoi, Damso & Ninho | Triple V          | [ 16 ] |
| 17 | 25 avril   | Gims                   | Ninao             | [ 17 ] |
| 18 | 2 mai      | Jul                    | Phénoménal        | [ 18 ] |
| 19 | 9 mai      | Gims                   | Ninao             | [ 19 ] |
| 20 | 16 mai     | Hamza                  | Kyky2Bondy        | [ 20 ] |
| 21 | 23 mai     | Hamza                  | Kyky2Bondy        | [ 21 ] |
| 22 | 30 mai     | Hamza                  | Kyky2Bondy        | [ 22 ] |
| 23 | 6 juin     | Hamza                  | Kyky2Bondy        | [ 23 ] |
| 24 | 13 juin    | Hamza                  | Kyky2Bondy        | [ 24 ] |
| 25 | 20 juin    | Hamza                  | Kyky2Bondy        | [ 25 ] |
| 26 | 27 juin    | Gims & Jul             | Air Force blanche | [ 26 ] |
| 27 | 4 juillet  | Gims & Jul             | Air Force blanche | [ 27 ] |
| 28 | 11 juillet | Gims & Jul             | Air Force blanche | [ 28 ] |
| 29 | 18 juillet | Bleu Soleil & Luiza    | Soleil Bleu       | [ 29 ] |
| 30 | 25 juillet | Bleu Soleil & Luiza    | Soleil Bleu       | [ 30 ] |
| 31 | 1er août   | Bleu Soleil & Luiza    | Soleil Bleu       | [ 31 ] |
| 32 | 8 août     | Bleu Soleil & Luiza    | Soleil Bleu       | [ 32 ] |
| 33 | 15 août    | Bleu Soleil & Luiza    | Soleil Bleu       | [ 33 ] |

## Classement des albums
| No | Date       | Artiste        | Titre                           | Unités  | Réf    |
| -- | ---------- | -------------- | ------------------------------- | ------- | ------ |
| 1  | 3 janvier  | Gims           | Le Nord se souvient             | 7 851   | [ 34 ] |
| 2  | 10 janvier | Gims           | Le Nord se souvient             | 7 174   | [ 35 ] |
| 3  | 17 janvier | Rilès          | SURVIVAL MODE                   | 10 348  | [ 36 ] |
| 4  | 24 janvier | Bad Bunny      | DeBÍ TiRAR MáS FOToS            | 10 618  | [ 37 ] |
| 5  | 31 janvier | Bad Bunny      | DeBÍ TiRAR MáS FOToS            | 8 599   | [ 38 ] |
| 6  | 7 février  | The Weeknd     | Hurry Up Tomorrow               | 30 795  | [ 39 ] |
| 7  | 14 février | Lacrim         | R.I.P.R.O                       | 14 695  | [ 40 ] |
| 8  | 21 février | Gims           | Le Nord se souvient             | 8 631   | [ 41 ] |
| 9  | 28 février | Gims           | Le Nord se souvient : L'Odyssée | 14 498  | [ 42 ] |
| 10 | 7 mars     | Gims           | Le Nord se souvient : L'Odyssée | 15 351  | [ 43 ] |
| 11 | 14 mars    | Les Enfoirés   | Au pays des Enfoirés !          | 57 588  | [ 44 ] |
| 12 | 21 mars    | Helena         | Hélé                            | 18 991  | [ 45 ] |
| 13 | 28 mars    | M. Pokora      | Adrénaline                      | 11 796  | [ 46 ] |
| 14 | 4 avril    | Vald           | Pandemonium                     | 38 571  | [ 47 ] |
| 15 | 11 avril   | Gims           | Le Nord se souvient : L'Odyssée | 11 625  | [ 48 ] |
| 16 | 18 avril   | Werenoi        | Diamant noir                    | 53 821  | [ 49 ] |
| 17 | 25 avril   | Werenoi        | Diamant noir                    | 21 362  | [ 50 ] |
| 18 | 2 mai      | Jul            | D&P à vie                       | 123 691 | [ 51 ] |
| 19 | 9 mai      | Jul            | D&P à vie                       | 18 234  | [ 52 ] |
| 20 | 16 mai     | Jul            | D&P à vie                       | 10 912  | [ 53 ] |
| 21 | 23 mai     | Werenoi        | Diamant noir                    | 15 554  | [ 54 ] |
| 22 | 30 mai     | Jul            | D&P à vie                       | 37 542  | [ 55 ] |
| 23 | 6 juin     | Damso          | BĒYĀH                           | 56 986  | [ 56 ] |
| 24 | 13 juin    | Damso          | BĒYĀH                           | 18 430  | [ 57 ] |
| 25 | 20 juin    | Damso          | BĒYĀH                           | 12 728  | [ 58 ] |
| 26 | 27 juin    | Hamza          | Mania                           | 24 375  | [ 59 ] |
| 27 | 4 juillet  | Djadja & Dinaz | Terminal 7                      | 28 758  | [ 60 ] |
| 28 | 11 juillet | Gims           | Le Nord se souvient : L'Odyssée | 11 964  | [ 61 ] |
| 29 | 18 juillet | Gims           | Le Nord se souvient : L'Odyssée | 11 841  | [ 62 ] |
| 30 | 25 juillet | Gims           | Le Nord se souvient : L'Odyssée | 10 878  | [ 63 ] |
| 31 | 1er août   | Gims           | Le Nord se souvient : L'Odyssée | 10 660  | [ 64 ] |
| 32 | 8 août     | Gims           | Le Nord se souvient : L'Odyssée | 10 363  | [ 65 ] |
| 33 | 16 août    | Gims           | Le Nord se souvient : L'Odyssée | 12 894  | [ 66 ] |